# Georg Ohm
Georg Simon Alfred Ohm (Erlangen, 16 marzo 1789 – Monaco di Baviera, 6 luglio 1854) è stato un fisico e matematico tedesco.
Era fratello del matematico Martin Ohm.
Come insegnante di scuola superiore, Ohm iniziò la sua ricerca con la nuova cella elettrochimica, inventata dallo scienziato italiano Alessandro Volta. Utilizzando attrezzature di sua creazione, Ohm si accorse che esiste una proporzionalità diretta tra la differenza di potenziale (o tensione) applicata attraverso un conduttore e la corrente elettrica risultante. Questa relazione è nota come legge di Ohm.

## Biografia

### I primi anni
Georg Simon Ohm nacque in una famiglia protestante di Erlangen, Brandenburg-Bayreuth, (allora parte del Sacro Romano Impero), figlio di Johann Wolfgang Ohm, un fabbro e Maria Elizabeth Beck, figlia di un sarto di Erlangen. Sebbene i suoi genitori non fossero stati educati formalmente, il padre di Ohm era un uomo piuttosto straordinario che si era formato a un alto livello ed era in grado di dare ai suoi figli un'eccellente formazione attraverso i propri insegnamenti. Con tutti i fratelli e le sorelle di Ohm che erano nati egli avrebbe voluto formare una grande famiglia, ma, come era comune a quei tempi, parecchi bambini morirono nella loro infanzia. Dei sette figli nati a Johann e Maria Ohm solo tre sopravvissero, Georg Simon, suo fratello Martin, che proseguì per diventare un famoso matematico e sua sorella Elizabeth Barbara. Sua madre morì quando Georg aveva dieci anni.
Quando erano bambini, Georg Simon e Martin furono istruiti dal padre che li portò ad un alto livello nella matematica, fisica, in chimica e filosofia. Questo fu in totale contrasto con la loro educazione scolastica. Georg Simon entrò nell'Erlangen Gymnasium all'età di undici anni ma qui ricevette poco riguardo alla formazione scientifica. Di fatto questa parte formale del suo insegnamento fu uno stressante apprendimento senza ispirazione da testi rovinati e mal interpretati. Questo contrastò con l'ispirata istruzione che i due ragazzi ricevettero dal padre che lì portò a un livello di matematica che indusse il professore dell'università di Erlangen, Karl Christian von Langsdorf, a compararli alla famiglia Bernoulli.
È notevolmente sottolineato il meraviglioso successo di Johann Wolfgang Ohm, un uomo completamente autodidatta, per essere stato in grado di dare ai suoi figli una così pura educazione scientifica e matematica.

### La vita all'università
Nel 1805 Ohm entrò all'Università di Erlangen, ma egli cominciò ad allontanarsi dalla vita di studente modello. Piuttosto che concentrato negli studi, egli trascorreva molto tempo danzando, pattinando e giocando a biliardo. Il padre di Ohm era adirato perché suo figlio aveva sciupato l'opportunità educativa che egli stesso non era mai stato abbastanza fortunato da avere e chiese che il figlio lasciasse l'Università dopo tre semestri. Ohm andò in Svizzera, dove nel settembre 1806 ottenne un posto come insegnante di matematica in una scuola a Gottstadt bei Nydau.
Karl Christian von Langsdorf lasciò l'Università di Erlangen agli inizi del 1809 per occupare un posto all'Università di Heidelberg per ricominciare i suoi studi matematici. Langsdorf consigliò a Ohm di continuare i suoi studi di matematica per conto proprio, consigliandogli di leggere Eulero, Laplace e Lacroix. Piuttosto con riluttanza Ohm seguì il suo consiglio, ma lasciò il suo posto a Gottstadt bei Nydau nel marzo 1809 per diventare un tutore privato a Neuchatel. Per due anni egli eseguì i suoi doveri come tutore mentre seguiva il consiglio di Langsdorf e continuava i suoi studi privati di matematica. Poi nell'aprile 1811 ritornò all'Università di Erlangen.

### La carriera da insegnante
I suoi studi privati erano stati di grande utilità per ricevere un dottorato all'Università di Erlangen il 25 ottobre 1811 e immediatamente si unì al corpo degli insegnanti come professore di matematica. Dopo tre mesi Ohm abbandonò il suo posto all'università. Egli non poteva vedere come poter ottenere una migliore posizione all'Erlangen poiché le prospettive erano povere mentre egli viveva completamente nella povertà del posto di insegnante. Il governo bavarese gli offrì un posto come insegnante di matematica e fisica in una scuola di scarsa qualità a Bamberga ed egli vi prese posto nel gennaio 1813.
Questa non era la carriera piena di successo immaginata da Ohm e decise che avrebbe dimostrato che valeva molto di più di un insegnante in una povera scuola. Egli lavorò alla scrittura di un libro elementare sugli insegnamenti della geometria mentre rimaneva disperatamente infelice nel suo lavoro. Dopo che Ohm aveva resistito per tre anni a scuola essa chiuse nel febbraio 1816. Il governo bavarese allora lo mandò in un'affollata scuola a Bamberg per aiutarlo con l'insegnamento della matematica.
L'11 settembre 1817 Ohm ricevette un'offerta per un posto di insegnante di matematica e fisica al Jesuit Gymnasium di Colonia. Questa era una scuola assai migliore delle altre in cui Ohm aveva precedentemente insegnato e disponeva di un laboratorio di fisica ben equipaggiato. Come aveva fatto per così tanto tempo nella sua vita, Ohm continuò i suoi studi privati leggendo i testi più importanti dei matematici francesi Lagrange, Legendre, Laplace, Biot e Poisson. Egli avanzò nella lettura dei lavori di Fourier e Fresnel e iniziò i propri lavori sperimentali nel laboratorio scolastico di fisica dopo aver saputo della scoperta dell'esperimento di Oersted in elettromagnetismo nel 1820. All'inizio i suoi esperimenti erano condotti per i propri benefici educativi poiché erano studi privati che fece sui lavori dei più importanti matematici.
Il Jesuit Gymnasium di Colonia non riuscì a mantenere l'alto livello che aveva quando Ohm iniziò a lavorare lì così, dal 1825, egli decise che avrebbe cercato di nuovo di ottenere il lavoro che egli veramente voleva, vale a dire un posto all'università. Capendo che la strada per tale posto sarebbe dovuta essere attraverso pubblicazioni di ricerca, cambiò le sue attitudini verso il lavoro sperimentale che stava intraprendendo e iniziò regolarmente un lavoro verso la pubblicazione dei suoi risultati.
Di fatto egli si era convinto della veridicità di ciò che oggi noi chiamiamo legge di Ohm, ovvero la relazione che la corrente attraverso molti materiali è direttamente proporzionale alla differenza di potenziale applicata attraverso il materiale. Il risultato non era contenuto nel primo giornale di Ohm pubblicato nel 1825, tuttavia, per questo giornale esamina la diminuzione nella forza elettromagnetica prodotta da un filo elettromagnetico poiché la lunghezza del filo aumenta. Il giornale deduce relazioni matematiche esatte puramente sulla prova sperimentale che Ohm aveva classificato.
In due importanti giornali del 1826, Ohm diede una descrizione matematica della conduzione nei circuiti modellati sullo studio di Fourier sulla conduzione del calore. Questi giornali continuano la deduzione dei risultati di Ohm dalla prova sperimentale e, particolarmente nel secondo egli era in grado di proporre le leggi che spianavano la lunga strada per spiegare i risultati degli altri lavori sull'elettricità galvanica. Il secondo giornale è il primo passo in una vasta teoria che Ohm fu in grado di dare nel suo famoso libro pubblicato l'anno seguente.
Ohm si trovava al Jesuit Gymnasium di Colonia quando iniziò le sue importanti pubblicazioni del 1825. Gli fu dato un anno libero di lavoro in cui concentrarsi sulla ricerca iniziata nell'agosto 1826 e sebbene ricevette solo la minima offerta di metà pagamento, fu in grado di trascorrere l'anno a Berlino lavorando alle sue pubblicazioni. Ohm aveva creduto che le sue pubblicazioni gli avrebbero fatto ricevere una offerta di posto universitario prima di essere ritornato a Colonia, ma quando dovette iniziare di nuovo ad insegnare nel settembre 1827 egli era ancora senza alcuna offerta.

### Gli ultimi anni

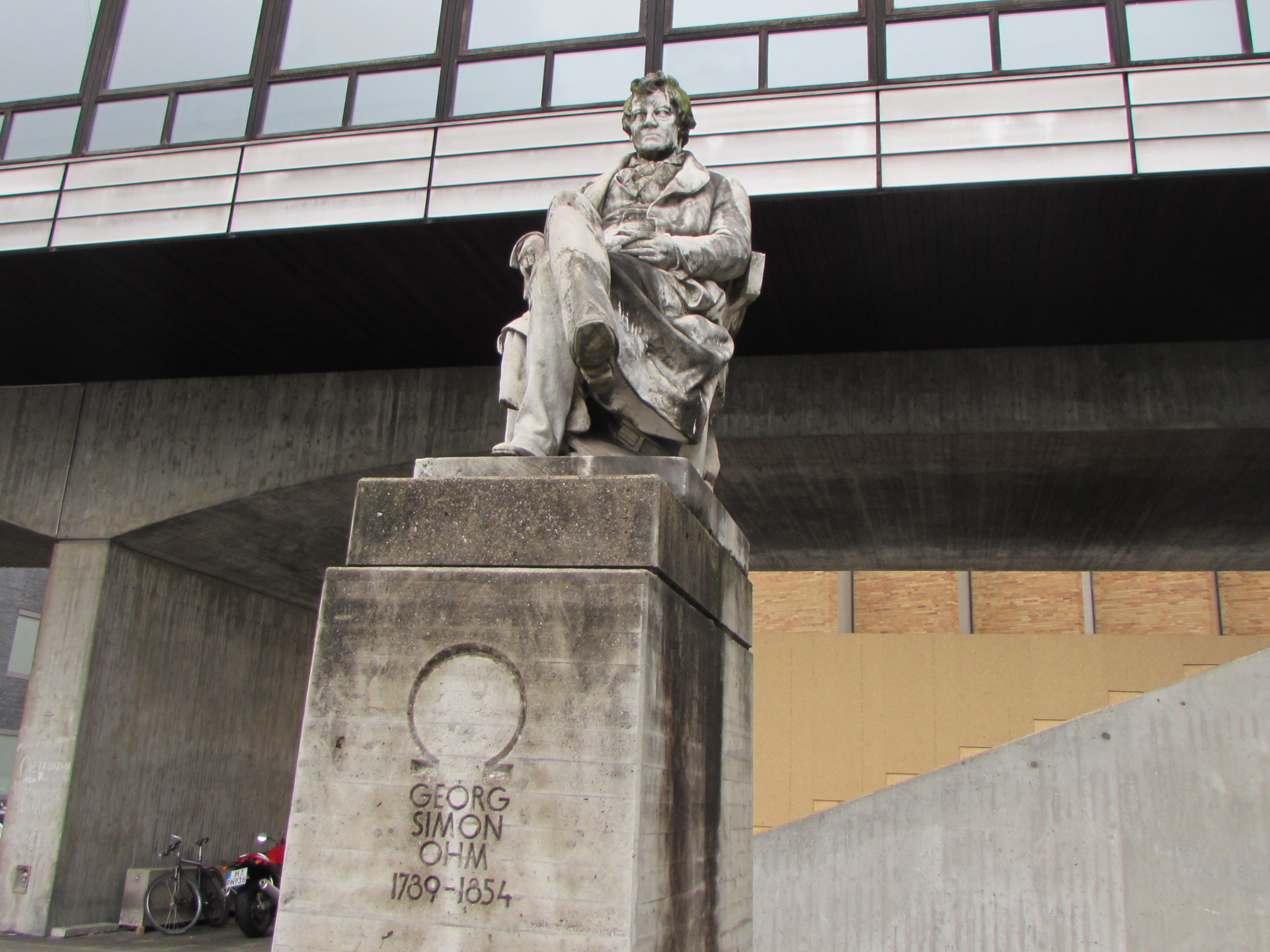
Statua dedicata a Georg Ohm davanti al Politecnico di Monaco di Baviera

Nel 1833 accettò un posto a Norimberga e sebbene questo gli diede il titolo di professore, esso non era ancora il posto universitario per il quale aveva lottato tutta la sua vita. Un suo lavoro fu alla fine riconosciuto dalla Royal Society con il premio della Medaglia Copley nel 1841. Egli diventò membro straniero della Royal Society nel 1842. Altre Accademie come quelle di Berlino e di Torino lo elessero membro corrispondente, e nel 1845 diventò membro completo dell'Accademia bavarese.
Questo tardivo riconoscimento fu il benvenuto ma rimane la questione del perché quello che oggi è un nome conosciuto per i suoi importanti contributi lottò così molto tempo per guadagnare celebrità. Questo non dovrebbe avere una semplice spiegazione, ma essere il risultato di un numero di differenti fattori contributivi. Un fattore dovrebbe essere stato l'intimità del carattere di Ohm mentre fu certamente il suo approccio matematico agli argomenti che a quel tempo erano studiati nel suo paese in modo non matematico. C'erano anche indubbiamente discussioni personali con uomini di prestigio che non davano una buona visione a Ohm. Certamente non aveva trovato il favore di Johannes Schultz che era una autorevole figura nel ministero dell'educazione di Berlino, e di Georg Friedrich Pohl, un professore di fisica in quella città.
Nel 1849 Ohm prese posto a Monaco come conservatore della stanza di fisica dell'Accademia bavarese e iniziò a tenere un corso di lezioni all'Università di Monaco. Solo nel 1852, due anni prima della sua morte, Ohm realizzò il desiderio di tutta una vita di essere assegnato alla cattedra di fisica nell'Università di Monaco.
Georg Ohm si spense a Monaco di Baviera il 6 luglio 1854, all'età di 65 anni.

## La formulazione della Legge di Ohm
Ciò che ora è conosciuto come la legge di Ohm compare per la prima volta in questo famoso libro Die galvanische Kette mathematisch bearbeitet (tr., il circuito galvanico dimostrato matematicamente) (1827), in cui egli diede la sua completa teoria sull'elettricità. In questo scritto, Ohm ha dichiarato che la sua legge per la forza elettromotrice che agisce tra le estremità della parte di un circuito è il prodotto della forza della corrente e la resistenza della parte del circuito.
Il libro inizia con una base matematica necessaria per la comprensione del resto del lavoro. Noi dovremmo osservare qui che tale base matematica era necessaria anche ai più importanti fisici tedeschi per capire il lavoro, perché l'enfasi di quel tempo continuava un approccio non matematico alla fisica. Noi dovremmo anche considerare che, a dispetto degli sforzi di Ohm in questa introduzione, egli non ebbe realmente successo nel convincere i vecchi fisici tedeschi che l'approccio matematico fosse giusto..È interesse che Ohm presenta la sua teoria come un'azione contigua, una teoria che oppone il concetto di azione alla distanza. Ohm credeva che la conduzione di elettricità avvenisse tra "particelle contigue" che è la durata che Ohm impiega. Il giornale è concerne con quest'idea, e in particolare nell'illustrare le differenze nell'approccio scientifico di Ohm, quello di Fourier e quello di Navier.
Uno studio dettagliato del quadro concettuale utilizzato da Ohm nella produzione della legge è stata presentata da Archibald. Lo scritto di Ohm segna l'inizio precoce del tema dell'analisi dei circuiti elettrici, anche se questo non è diventato un importante campo fino alla fine del secolo.

## La legge acustica di Ohm
L'elettricità non fu il solo argomento sul quale Ohm intraprese una ricerca, e neppure l'unico in cui egli finì in controversia. Nel 1843 egli determinò il principio fondamentale dell'acustica fisiologica, concernente il modo in cui uno sente una combinazione di toni. Tuttavia le supposizioni che egli fece nella sua derivazione matematica non erano completamente giustificate e questo provocò un'aspra discussione con il fisico August Seebeck. Egli riuscì a screditare le ipotesi di Ohm, che era a conoscenza del suo errore. Tuttavia è meglio conosciuta per sua la verità infondata.

## Studi e pubblicazioni
I suoi scritti sono stati numerosi. Il più importante è stato il suo opuscolo pubblicato a Berlino nel 1827, con il titolo Die galvanische Kette mathematisch bearbeitet. Questo scritto di cui era apparso nei due anni precedenti, in riviste di Schweigger e Poggendorff, ha esercitato una notevole influenza sullo sviluppo della teoria e le applicazioni della corrente elettrica.
In suo onore, il nome di Ohm è stato impresso nella terminologia della scienza elettrica nella legge di Ohm (che ha pubblicato la prima volta in Die Kette Galvanische ...), la proporzionalità della corrente e della tensione in una resistenza, e adottato come unità di misura della resistenza nel Sistema Internazionale, Ohm (simbolo Ω).
Anche se il contributo di Ohm ha fortemente influenzato la storia, in un primo momento è stato accolto con poco entusiasmo. I sentimenti di Ohm erano dolorosi, decise di rimanere a Berlino e, nel marzo 1828, egli formalmente rinunciò al posto a Colonia. Fece un lavoro temporaneo di insegnante di matematica nelle scuole di Berlino. Successivamente, il suo lavoro è stato poi riconosciuto dalla Royal Society con il premio della Medaglia Copley nel 1841. Divenne un membro straniero della Royal Society nel 1842, e nel 1845 divenne membro a pieno titolo dell'Accademia Bavarese delle scienze e umanistiche.

## Scritti

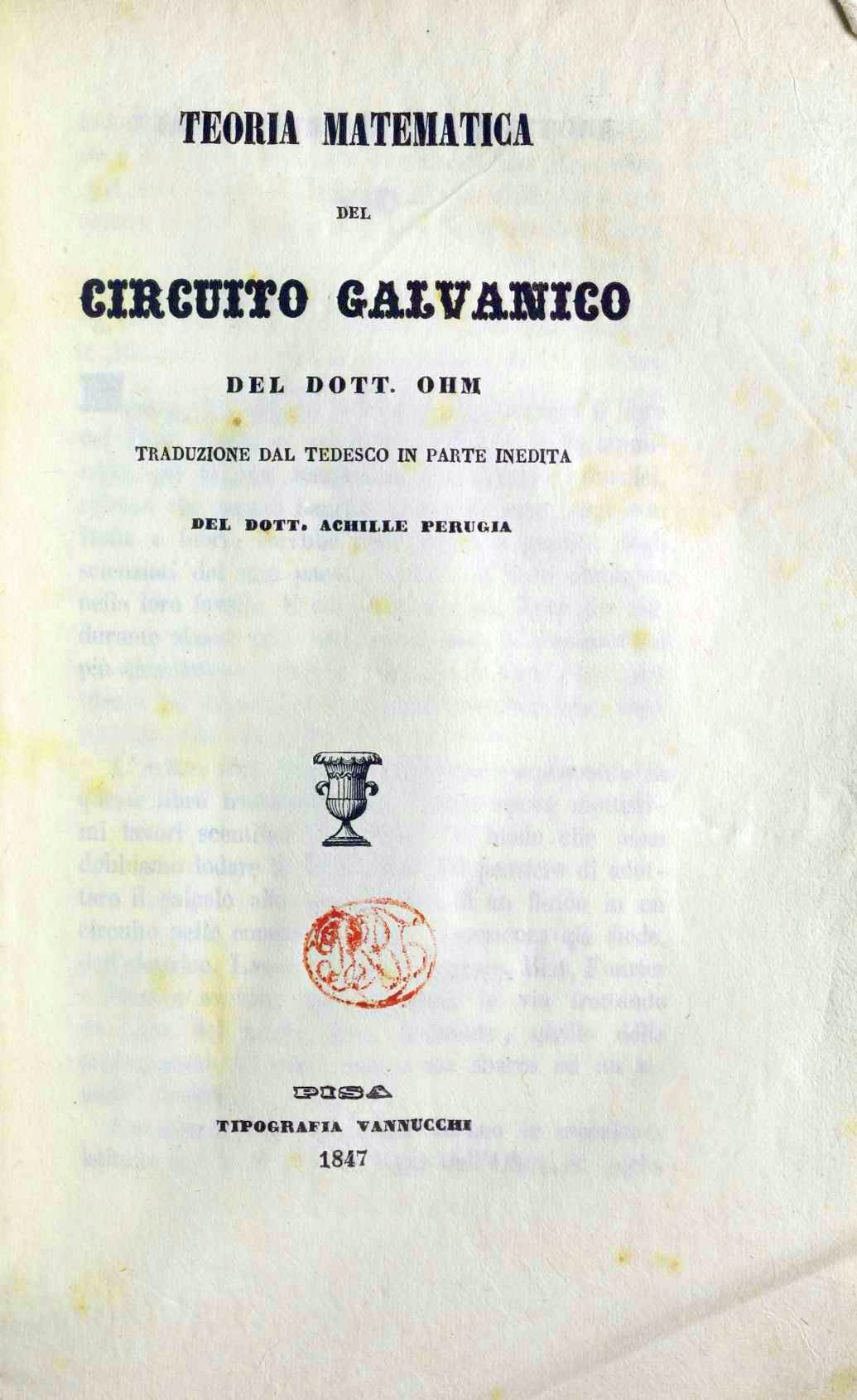
Teoria matematica del circuito galvanico, 1847

- (DE)  Grundlinien zu einer zweckmäßigen Behandlung der Geometrie als höheren Bildungsmittels an vorbereitenden Lehranstalten / entworfen

Erlangen : Palm und Enke, 1817. - XXXII, 224 S., II Faltbl. : graph. Darst. (PDF, 11.2 MB)
- (DE)  Die galvanische Kette : mathematisch bearbeitet (Il circuito galvanico dimostrato matematicamente)

Berlin : Riemann, 1827. - 245 S. : graph. Darst. (PDF, 4.7 MB)
- (DE) Galvanische Kette mathematisch bearbeitet, Pisa, Vannucchi, 1847.
- (DE)  Elemente der analytischen Geometrie im Raume am schiefwinkligen Coordinatensysteme (Elementi di geometria analitica relativi al sistema di coordinate inclinate)

Nürnberg : Schrag, 1849. - XII, 590 S. - (Georg S. Ohm, Beiträge zur Molecular-Physik; 1) (PDF, 81 MB)
- (DE)  Grundzüge der Physik als Compendium zu seinen Vorlesungen (Fondamenti di fisica: compendio delle lezioni)

Nürnberg : Schrag, 1854. - X, 563 S. : Ill., graph. Darst. Erschienen: Abth. 1 (1853) - 2 (1854) (PDF, 38 MB)
- Bibliografia e file PDF di tutti gli articoli e libri di Georg Simon Ohm, su ohm-hochschule.de (archiviato dall'url originale il 22 luglio 2011).